# Парасковіївка (Покровський район)
Параско́віївка — село Мар'їнської міської громади Покровського району Донецької області, Україна. У селі мешкає 52 людей.

## Загальні відомості
Розташоване на правому березі р. Сухі Яли. Відстань до райцентру становить близько 12 км і проходить автошляхом місцевого значення.

## Населення
За даними перепису 2001 року населення села становило 52 особи, з них 82,69 % зазначили рідною мову українську, 13,46 % — російську та 3,85 % — грецьку мову.